# Глеб Владимирович
Глеб Владимирович (ок. 990 – 9 септември 1015) е княз на Муром (ок. 1013 – 1015), син на княза на Киев Владимир Святославич „от българка“ както е записано в Началната руска летопис – вероятно от българска принцеса.
Двамата с брат му Борис са канонизирани от Руската православна църква за светци мъченици и паметта им се почита на 15 май (пренасяне мощите на двамата братя), на 6 август и на 18 септември (съответно по стар стил – на 2 май, 24 юли и 5 септември).
След убийството на Борис, княз Святополк I, за да предотврати евентуално отмъщение на Глеб за смъртта на брат му, го извиква в Киев под претекст, че баща му е тежко болен. В действителност баща му Владимир по това време вече е починал, но вестта за неговата смърт още не била стигнала до Глеб. Глеб тръгва на път и чак в Смоленск получава известие от другия си брат Ярослав I, който го съветва да не отива в Киев и му пише за убийството на Борис, за смъртта на баща им и превземането на Киев от Святополк.
Според летописа докато младият княз се молел със сълзи на очи за брат си и за баща си, пристигнали изпратените за него убийци. Те наредили на неговия готвач на име Торчин да го убие. След това тялото му било погребано недалеч от Смоленск. След като Ярослав I завзема Киев през 1019 г., той нарежда да бъдат изровени тленните останки на Глеб и пренесени в църквата Св.Василий във Вишгород, днес в Украйна, където са положени и тези на брат му Борис.

## Църкви и манастири
Глеб и Борис Владимировичи са много почитани светци в руските земи. На тях са посветени немалък брой църкви и манастири:
- Св. св.Борис и Глеб в Борисоглеб – манастир построен през XII—XIV в. в Русия;
- Св. св.Борис и Глеб в Навагрудак – църква издигната в 1517 – 1519 г. в Беларус;
- Св. св.Борис и Глеб в Смоленск – църква от XII в. в Русия;
- Св. св.Борис и Глеб в Полоцк – манастир от XII в. в Беларус.